# Giacomo Puccini
Giacomo Puccini (Lucca, 1858. december 22. – Brüsszel, 1924. november 29.) a 20. század egyik legnépszerűbb olasz operaszerzője. Műveiben főként az emberi érzésekre összpontosított: kis örömök, mindennapi kis események, nagy szenvedélyek és érzelmek jelennek meg, többnyire egzotikus környezetben. Hősei hétköznapi emberek. A Bohémélet tüdőbajos Mimije, az elhagyott Pillangókisasszony, az öngyilkos Tosca mind a szerelem áldozatai, akik végül az életükkel fizetnek.
Puccini operái többnyire tragikus befejezésű darabok. A Nyugat lánya és a Gianni Schicchi című vígopera cselekménye azonban boldog véget ér; tragikus fordulata után az utolsó mű, a Turandot is.

## Származása
Giacomo Puccini apja, Michele Puccini (1813–1864) a luccai zeneiskola igazgatója, nagyra becsült orgonaművész és operaszerző volt. Nagyapja, Domenico (1771–1815) öt operát írt, dédapja, Antonio (1747–1842) számos egyházzenei művet és egy karművet komponált, II. József császár halálára írt egy rekviemet, majd Lucca felszabadulására is komponált egy kantátát. Antonio a luccai hercegség udvari zeneigazgatója is volt, akinek az együttesében Paganini játszotta az első hegedűs szólamát.

## Élete és munkássága

### Gyermek- és iskolaévek
Giacomo Puccini Michele Puccini és Albina Magi gyermekeként született 1858. december 22-én a toszkánai Luccában. A Puccini család háza a Via di Poggio 30. szám alatt található; a szerény ház még ma is áll. A családban összesen nyolc gyermek született: öt lány és három fiú, egy fiú azonban még csecsemőkorában meghalt. A családfő 1864 januárjában elhunyt, legkisebbik gyermeke a halála után három nappal született. Az özvegyen maradt Albina asszony hét gyermekét özvegyi nyugdíjból tartotta el, azonban ragaszkodott ahhoz, hogy legalább a fiúk végezzenek középiskolát.
Giacomo Puccini nem volt jó tanuló, és ekkor még a zene iránt sem mutatott érdeklődést. Ezekben az időkben a szigorú nagybácsija, Fortunato Magi tanította zenélni, azonban nem volt megelégedve unokaöccse zenei hallásával. Puccini zenei tehetsége később bontakozott ki, amikor a Luccai Konzervatóriumba, a L'Istituto Musicale Giovanni Pacini-be került. Itt az apja egykori tanítványa, Carlo Angeloni tanította. Angeloni más módszerekkel tanított mint Magi, nem volt annyira szigorú, továbbá fontosnak tartotta a partitúrák olvasását és elemzését. Ugyancsak Angeloni volt az, aki megszerettette Puccinivel a később szenvedélyévé vált természetjárást és vadászatot. A konzervatórium évei alatt Puccini pénzkeresés céljából helyi táncmulatságokon és a közeli Bagni di Lucca fürdőhely kaszinójában zongorázott, de orgonálást is elvállalt a helyi templomokban. Első kompozíciói 1876-ban születtek: egy Preludio zenekarra és néhány orgonamű. Ugyancsak ebben az évben történt, hogy Verdi Aidáját játszották Pisában, azonban Puccininek nem volt pénze, így a huszonnyolc kilométeres távolságot egy diáktársával együtt gyalog tette meg. Az előadás után döntötte el, hogy operákat fog írni.
A következő évben egy himnuszpályázatra nyújtott be művet A szép Itália fiai címmel, azonban nem kapott díjat. Ezt a művet 1878. április 29-én előadták Angeloni növendékeinek hangversenyén. Ugyancsak ebben az évben komponált Szent Pál tiszteletére egy motettát és egy Credót. A helyi kritikusok mindhárom művet kedvezően fogadták. 1880-ban, huszonegy évesen lediplomázott; a vizsgamunkája egy Asz-dúr mise volt. Később, ebből a műből emelte át az Agnus Dei tételt a Manon Lescaut madrigáljába, a Gloria egy részét pedig a Tosca első fináléjában hallhatjuk viszont.

#### A Milánói Konzervatórium

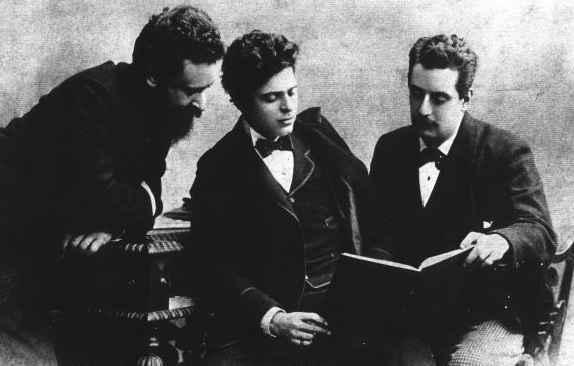
Alberto Franchetti, Pietro Mascagni és Puccini (kb. 1883)

A konzervatórium befejezése után 1880 őszén, a huszonkettedik életévébe lépő Puccini Milánóba ment. Anyja kapcsolatainak köszönhetően Margit királyné egyéves időtartamra, havi száz líra ösztöndíjat juttatott neki. Továbbá az Instituto Pacini-beli tanárok által írt ajánlólevelének köszönhetően a Milánói Konzervatórium tandíjmentességet ígért Puccininek, amennyiben megfelel a felvételi követelményeknek.
Ezekben az években kezdett ébredezni Olaszország a Risorgimento romantikus korszakából; az embereknek a sokszor rideg valósággal kellett szembenézniük: a gazdasági elmaradottsággal, a szegénységgel, a nyomorral, az analfabetizmussal. A művészek, a zenészek és a közönség elfordult a romantikus hősöktől, születőfélben volt a verizmus. Ugyanezekben az években az olasz arisztokrácia és az értelmiség nagy része elfordult az olasz operáktól, és divatba jött Wagner. Ebben a társadalmi és zenei közegben Puccini 1880 őszén sikerrel felvételizett a Milánói Konzervatóriumba.
Milánóban Michele öccsével egy postásnál béreltek szobát a Vicolo San Carlo 2-ben. A konzervatóriumban a tanítás 1880. november 16-án kezdődött, Puccinit Antonio Bazzini tanította zeneszerzésre. Bár pénze kevés volt, gyakran ellátogatott a Scala előadásaira, de – mint ez anyjának írt leveleiből kiderült – csak akkor, ha sikerült ingyen bejutnia. 1882-ben Bazzinit igazgatóvá nevezték ki, és helyette Amilcare Ponchielli vette át a zeneszerzés oktatását. Puccini Milánóban ismerkedett és barátkozott össze korának más, ígéretesnek látszó komponistáival és zenekedvelőkkel – olyanokkal, mint Alfredo Catalani, Alberto Franchetti báró és Pietro Mascagni. Amikor 1881-ben lejárt az anyakirálynétól kapott ösztöndíja, és Puccini anyagi gondokkal küzdött, Luccában élő nagybátyja felajánlotta neki, hogy ír egy ajánlólevelet a Konzervatóriumnak, és megelőlegezi az elmaradt ösztöndíj pótlásához szükséges pénzt. Azt is szerette volna azonban, hogy rövidítsék le a tanulmányi idejét, és hamarabb adják ki a végbizonyítványt. Puccini elutasította az ajánlatot, mert tanulni szeretett volna. Sokat dolgozott, komponált, és sikerült kivívnia Ponchielli megbecsülését, aki barátjául fogadta. 1883-ban készült el diplomamunkája, a Capriccio sinfonico – ez lett később a Bohémélet kezdő- és a művet végigkísérő motívuma.

### Az első szerződés

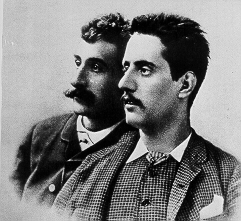
Fernando Fontana és Puccini (kb. 1885)

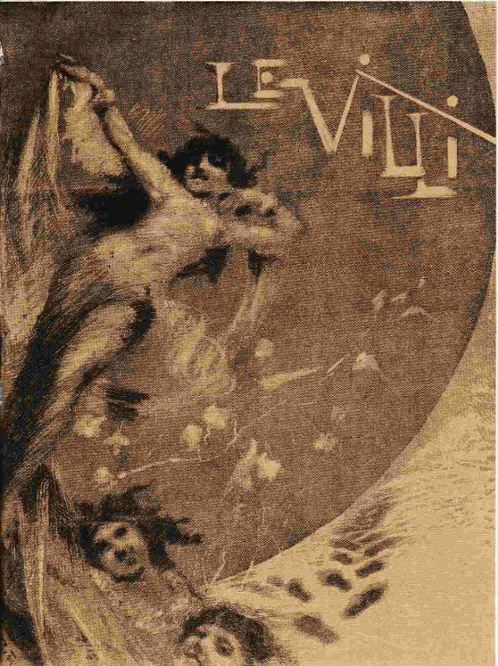
A Le Villi illusztrációja a "Gazetta Musicale di Milano"-ban (1884)

Olaszországban azokban az időkben alakult a Sonzogno zeneműkiadó, amikor Puccini épp lediplomázott a konzervatóriumban. A Ricordi-cég már réginek számító és gazdag kiadó volt, így a Sonzognónak olyan tehetségek után kellett kutatnia, akiket a Ricordi még nem kötött le. 1883. december 31-én a Sonzogno pályázatot hirdetett meg, Puccini pedig úgy gondolta, ez jó alkalom a pályafutása elindításához. Egy Fernando Fontana nevű radikális politikai nézetű költő, aki még az elavulófélben levő romantikus irányzatot követte, felajánlott neki egy német mondán alapuló Le Villi című librettót. A Le Villi témája azonos Adolphe Adam Giselle balettjához írt szcenárióval: a szerelmesét elhagyó vőlegényt a Fekete-erdőben kóborló lidércek (=elhagyott lányok lelkei) halálra táncoltatják. Az ifjú zeneszerző A Villik szövegkönyvét 1883 augusztusában kapta kézhez, majd hazautazott Luccába, hogy itt kezdje el a komponálást. A partitúrát az utolsó pillanatban küldte be a pályázatra, a bíráló bizottság azonban az eredményhirdetéskor meg sem emlékezett az operáról. A sikertelen pályázatot követően Ponchinelli közbenjárásával Puccini megismerkedett Giulio Ricordival. Ricordinak annyira megtetszett A Villik, hogy ingyen elvállalta a librettó kinyomtatását. Nemsokára pedig a Teatro Dal Verme színpadán, 1884. május 31-én bemutatták az akkor még egyfelvonásos operát. Az előadás nagy sikernek bizonyult, a közönség és a kritikusok is jól fogadták; háromszor kellett megismételnie a zenekarnak az első részt lezáró zenekari közjátékot.
Giulio Ricordi Pucciniben látta a bel canto feléledését, így A Villik bemutatóját követően, 1884. június 3-án magához hívatta az ifjú zeneszerzőt és megvette A Villik jogait ezer líráért. Ugyanekkor egy új opera megírásával is megbízta, majd havi kétszáz líra előleget adott neki. Nemsokára tanári állást is felajánlottak neki a luccai Instituto Pacciniben, ő azonban visszautasította: a tantermek zárkaiszonyt keltenek bennem – mondta. Puccini sikeréről Verdi is értesült; miután átnézte a partitúrákat, azt állapította meg, hogy nagyon jó az opera, azonban túl sok benne a szimfonikus elem. Puccini valószínűleg megfogadta Verdi tanácsát, mert a későbbi műveiben igyekezett megtartani az egyensúlyt a szimfonikus elemek és az operarészek között.
Miközben Puccini A Villiken dolgozott, anyja megbetegedett, majd július 17-én meghalt. Puccini rajongva szerette az anyját, a halálát nehezen dolgozta fel; a temetés után rögtön elhagyta Luccát, visszament Milánóba, azonban nemsokára visszatért egy nő, Elvira Bonturi miatt. Egyes források szerint úgy ismerkedtek össze, hogy Elvira férje, aki jómódú fűszer-nagykereskedő és Puccininek egykori iskolatársa volt, arra kérte a zeneszerzőt, hogy adjon énekórákat a feleségének; más források szerint egy milánói festő lakásában találkoztak először. Elvirának és férjének két közös gyermeke volt, egy Renato nevű fiú és egy Fosca nevű lány. Az asszony mindent bevallott a férjének, az azonban nem akart elválni, ennek ellenére Elvira valamikor az 1885. év második felében elhagyta és lányával együtt Milánóba költözött Puccinihez. Nemsokára azonban együtt visszaköltöztek Luccába, azonban mikor 1886 nyarán Elvirán láthatóvá vált, hogy gyereke lesz, egy Bergamo melletti faluban, Sant'Antonio d'Addában (ma Caprino Bergamasco része) bújtak el. Puccini ekkor már a Ricordi cégnek dolgozott, Fontana librettójából írt operát.
Az új opera, az Edgar lassan készült, a szerzőnek ugyanis a vadházasság miatt számos botrányt kellett elviselnie, ezenkívül anyagi gondokkal is küszködtek. Elvira 1886. december 23-án, Monzában hozta világra Puccini fiát; a gyereknek az Antonio nevet adták. Eközben több színház is műsorára tűzte A Villiket. Puccininek volt egy olyan szokása, hogy minden operájának gondosan figyelte az útját, gyakran el is utazott az előadásokra és többször javított a műveken. Mindeközben az Edgar befejezéséhez is közeledett, annak ellenére, hogy a Fontana vadromantikus főhősének valószínűtlen jellembeli kilengéseivel dúsított szövegkönyv többször is gondot okozott Puccininek. Mondhatni azt is, hogy egy abszurd dramaturgiai kotyvalékba kellett Puccininek zenét öntenie. Az Edgar ősbemutatója 1889. április 21-én volt a Milánói Scalában. A közönség melegen fogadta az új operát; huszonnégyszer tapsolták vissza a főhőst alakító énekest, hogy a második felvonásbeli áriát, a rekviemet megismételje. A kritikusok nem fogadták olyan jól, mint A Villiket, főleg a szövegkönyvet marasztalták el.

### Küzdelmek és sikerek

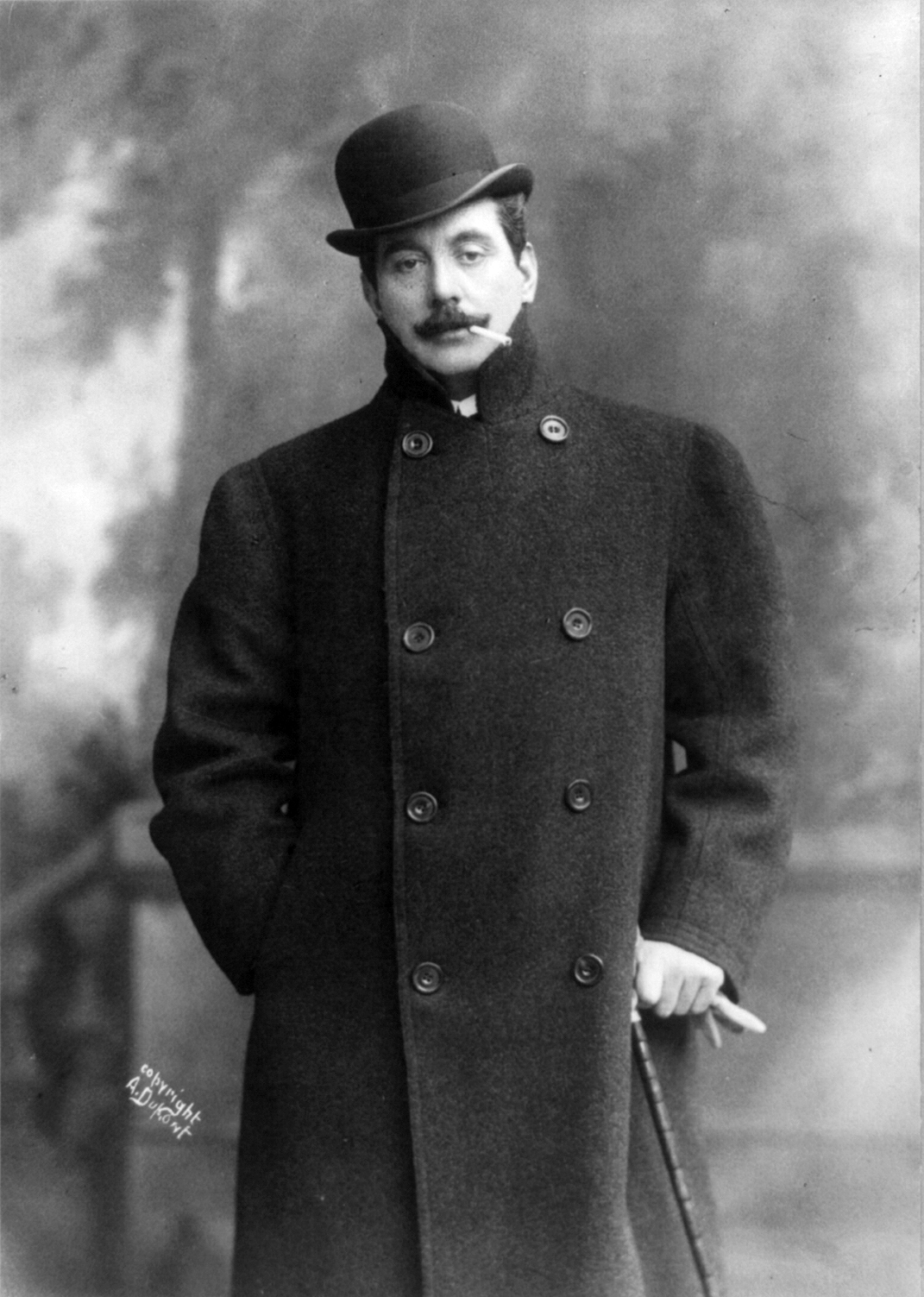
Puccini (1908. április 8.)

Az Edgar után Puccini eldöntötte, hogy csak maga választotta librettóhoz ír zenét. Az Edgart követően Puccini alkotói munkája a témakereséssel kezdődött; miután befejezte egyik operáját, de gyakran már előbb is, elkezdődött a keresés. Ahogyan tréfásan mondta: szenvedélyesen vadászom, librettókra, nőkre és vadkacsákra. Az Edgar opera viszonylag jól jövedelmezőnek bizonyult, viszont a magánélete válságban volt; vadházassága miatt Elvirát folyamatosan zaklatták és kiközösítették. Puccini visszatért Luccába, Elvira pedig egy Ida nevű nagynénjénél lakott Firenzében, és csak titokban tudtak találkozni a Lucca melletti San Martino faluban. Nemsokára azonban ott is kitudódott, hogy nem házasok, s ezért kiutasították őket. Ekkor Elvirával és a három gyerekkel a Massaciuccoli-tó partján fekvő Torre del Lago nevű kis faluba költöztek, távol mindenkitől, aki korábban ismerte őket.
1889 nyarán Ricordi, aki nemrég vette meg az itáliai Wagner-jogokat, Bayreuthba küldte Puccinit A nürnbergi mesterdalnokok tanulmányozására. Később Giulio Ricordi Puccinit egy újabb opera írásával bízta meg, a Manon Lescaut-val. Az operát 1892-ben kezdte el még Luccában, a II. felvonást Milánóban írta, a IV. felvonást új otthonában, Torre del Lagóban, a III. felvonást pedig egy Chiasso melletti kis alpesi faluban, Vacallóban. Ugyanekkor, ugyanebben a faluban, egy szomszédos házban Leoncavallo a Bajazzókon dolgozott. A Manon szövegkönyvét hosszú keresgélés után két librettistára bízták: Giuseppe Giacosára és Luigi Illicára. A librettisták és Puccini közreműködésének köszönhető a későbbi Bohémélet, a Tosca és a Pillangókisasszony is.
A Manonban jelentkezett először Puccini adottsága az egyes szituációk, hangulatok zenei kifejezésére. Már ebben a művében is megmutatkozik a későbbi jellegzetes Puccini-parlando, az énekbeszéd, amely a megszokott, jellegzetes recitativókat váltotta fel. Az operán végigvonuló érdekes tematikus szövedék később szintén Puccini jellegzetes stílusának részévé vált. A szereplőket, érzelmeket és szituációkat néha széles lélegzetű dallamok jellemzik, máskor csak egyszerű kis motívumok alkotják. Egy jellegzetes példa: itt is, mint a későbbi művekben, a nőalak megkapja a „saját” zenei témáját. Itt, mindössze két, a prozódia szerint lejtő szekund lépés a szó szerint vett zenei névjegy, hisz így mutatkozik be: „Manon Lescaut, így hívnak!” Először már akkor felbukkan, amikor a postakocsiból kiszáll a lány, és rögtön ritmikus változatokba fejlődik, mikor Des Grieux elragadtatását igyekszik kifejezni. Később tucatnyi alakban tér vissza az opera folyamán. A Manon premierje 1893. február 1-jén volt Torinóban, és elsöprő sikert aratott, mind a közönségnél, mind a kritikusoknál. Az operát 1894. március 17-én Budapesten is bemutatták, majd április 15-én, Puccini jelenlétében, megismételték.
Már a Manon írásának idején tervezte Puccini a Bohémélet megírását. Barátja, Leoncavallo megpróbálta lebeszélni erről, ugyanis ő már hónapok óta dolgozott ezen az operán. Puccini azonban beleszeretett Henri Murger La Vie de Bohème regényébe, ezért Leoncavallo megszakította barátságát Puccinivel.

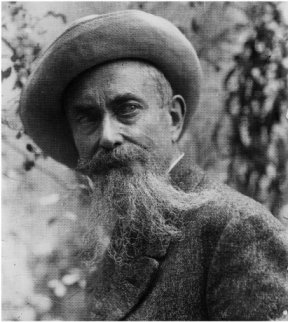
Luigi Illica

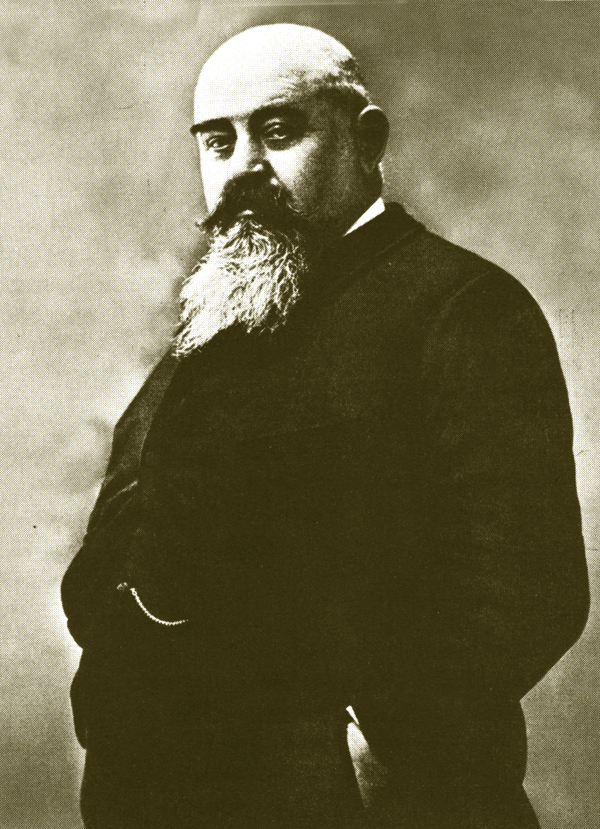
Giuseppe Giacosa

A Bohémélet partitúráját Puccini 1895. január 21-én kezdi írni rengeteg, már elkészített vázlata alapján. A librettóval Giuseppe Giacosát és Luigi Illicát bízza meg. Bár többször is összevesztek – ugyanis Puccini beleszólást akart a librettóba, Illica pedig ezt nem tűrte - 1896. február 1-jén, Toscanini vezénylésével, Torinóban bemutatták a Puccini–féle Bohéméletet.
Az opera alaphangulata: a hétköznapok muzsikája, hétköznapi történettel: az emberek éheznek, fáznak, nevetnek, mulatnak, elidegenülnek és sírnak. Puccini a zenével is rátalált a hétköznapok eseményeinek kifejezésére. Ebben a darabban nem találunk semmit a hősi romantikából, a mitológiai témákból, vagy éppen Wagner súlyos műveiből. Ez a mű újat hozott az opera zenei szövésében: a dallamra épülő olasz operából először tűntek el teljesen a régi formák, a zárt számok; az áriák szinte észrevétlenül bontakoznak ki a dallamos énekbeszédből és nem zárulnak. A Bohémélet másik jellegzetessége a zenei szövés rendkívül mértéktartó, áttetsző struktúrája; a kis dolgok muzsikája nem bírja el a vaskos harmonizálást, a túlzsúfolt szólamvezetést.
A közönség jól fogadta a művet, a kritikusok azonban visszafogottabbak voltak. 1898-ban az amúgy Párizsban játszódó Bohéméletet a párizsi Opéra Comique-ban is bemutatták. Itt is hatalmas sikert ért el.
Puccini következő operája a Tosca volt. Ennek az operának a megírása már a Manon írásának idején merült fel benne, majd egy Verdivel való beszélgetés során eldöntötte, hogy biztosan meg fogja írni. Miután Ricordinak sikerült megszerezni a szerzői jogokat, Puccini elkezdte a komponálást (1896. május 22.). Augusztus 22-én Puccini értesítette a librettóval megbízott Illicát, hogy elkezdte a komponálást. Puccini művészi fejlődése a Toscában elsősorban a zene drámai hatásfokában nyilvánult meg; a zenekar érzékenyen követi a cselekmény minden mozzanatát, s így sokszor többet mond el a drámáról, mint maga a szöveg. A zene hanghatásai az adott helyzet vagy történés mélyebb pszichológiai momentumait is feltárják. Bár Puccini és a librettisták között ezúttal is voltak viták, az opera elkészült, majd 1900. január 14-én Rómában bemutatták. A premier előtt Puccinit többször is megfenyegették, a színházban pedig bombariadót rendeltek el egy fenyegető üzenet miatt. Az előadást bekiabálók zavarták meg, a kezdés után pár perccel le kellett ereszteni a függönyt. Később, amikor a közönség elcsendesedett, újrakezdték az előadást, mely végül tapsviharral zárult, a kritikusok azonban lesújtónak találták. Ennek ellenére a Tosca egyre sikeresebb lett, majd első külföldi bemutatkozása után (1900), mely a Covent Gardenben volt, igazi világsiker lett és sorra mutatták be több európai és amerikai operaházban is.
Puccini Londonban, a Tosca bemutatóján ismerkedett meg a későbbi Pillangókisasszony címszereplőjének alakjával. Egyik este David Belasco Pillangókisasszony című színművét nézte meg a színházban, majd miután visszatért Olaszországba, megkérte Ricordit, hogy szerezze meg a megzenésítés jogát. A librettót ezúttal is Illica és Giacosa írták, Puccini pedig a Firenze feletti hegyekbe vonult. 1901 júniusában, elsők közt Olaszországban, autót vett, ezzel sikerült egy időre elvonnia a figyelmét Elvira egyre szaporodó féltékenységi jeleneteiről és a lassan készülő librettóról. Puccininak voltak kisebb kalandjai nőkkel, azonban, állítása szerint, csak Elvirát szerette.
A Pillangókisasszony megírásához Puccini japán zene után kutatott, majd Milánóba utazott, hogy az épp ott fellépő japán színésznő hangját megfigyelje. Ugyanekkor felkereste az épp Viareggióban nyaraló japán követ ott nyaraló feleségét, aki szintén japán dalokkal ismertette meg. Közben rátalált a kis japán nő megszemélyesítőjére, Rosina Storchióra, akit 1902 áprilisában hallgatott meg Milánóban. 1903. február 25-én, miután egy Lucca-béli vacsoráról sietett haza az autóján, egy kanyarban az autó felborult és Puccini a motorház alá esett. A balesetben nyílt lábtörést szenvedett, melyet rosszul illesztettek össze, így később ismét el kellett törni a csontot. Ugyanekkor cukorbajt is megállapítottak nála. Puccini azonban tovább dolgozott a Pillangókisasszonyon – amely elmondása szerint a legszemélyesebb műve volt. Hosszú viták után, melyet Puccini a librettistákkal folytatott, végül december 27-én elkészült az opera. A bemutató 1904. február 17-én, a Milánói Scalában történt. A darab megbukott, a nézőtér zajongott, majd amikor a Pillangókisasszonyt alakító Rosina Storchio kimonója véletlenül fellebbent és láthatóvá vált az egyébként titkolt terhessége, a közönség fékezhetetlenné vált, és azt kiabálta: „Terhes a Pillangó! Ott a kis Toscanini!”. (Rosina Storchio szerelmi viszonyt folytatott az akkor már nős Toscaninivel, és éppen tőle várt gyereket.) A másnapi újságok lesújtó kritikákat hoztak nyilvánosságra, Puccini és Ricordi pedig visszavonták a Scalától a mű előadási jogát. Tény, hogy az akkor bemutatott Pillangókisasszony-változat sokkal hosszabb volt a ma ismert változathoz képest, az első felvonás sok felesleges epizóddal volt telezsúfolva, a második felvonás pedig majdnem két óra hosszú volt.
A Pillangókisasszony olaszországi bukása után egy aprólékos átdolgozást követően nemzetközi sikert ért el. Az olasz premier nyarán nagy sikerrel mutatták be Buenos Airesben, de az igazán elsöprő siker Londonban, a Covent Gardenben következett be, ahol Emmy Destinn és Enrico Caruso alakították a címszerepeket. 1906. május 12-én az operát Puccini jelenlétében Budapesten is bemutatták.

### Alkotói és emberi válságok

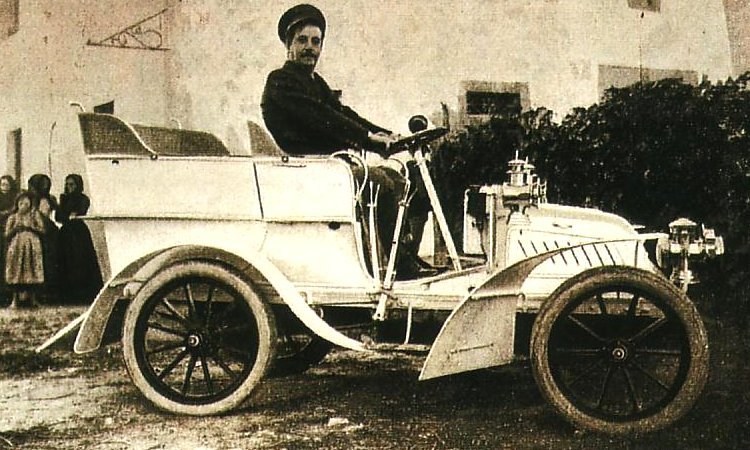
Puccini az autójában

1904-ben Puccini korának legismertebb zeneszerzője lett. Sorra hívták különböző fesztiválokra, mindenütt rajongók hada fogadta, estélyeket rendeztek a tiszteletére. Ő nem szerette a felhajtást, de különösen a társaságbeli tündöklést vetette meg, és ünnepi beszédet sem tartott soha. Szerénységét Ricordi is számos írásában megemlíti. Puccini a toszkánai Torre del Lagóban, a világtól elzárt kis faluban érezte jól magát, Elvira és gyermekeik társaságában.
1904–1918 között a világtól viszonylag elzártan teltek Puccini napjai, több régi barátjával is megszakította a kapcsolatot. 1903 végén meghalt Elvira férje, s így 1904-ben végre összeházasodhattak Puccinivel. Mint férj és feleség sokat utaztak együtt, Puccininek ugyanis élete végéig megmaradt az a szokása, hogy ha tehette, jelen volt operáinak bemutatóján.
Puccini egy amerikai útja során látta A Nyugat lánya című színművet, ami annyira megtetszett neki, hogy eldöntötte, megzenésíti. 1907-ben elkezdett dolgozni A Nyugat lánya operán. Azonban Elvirát újra féltékenységi rohamok gyötörték, s hogy enyhítsen a feszültségen, egyiptomi kirándulásra vitte a feleségét. Elvirát azonban az utazás sem nyugtatta meg és fejébe vette, hogy a férje az egyik cselédlányukkal folytat viszonyt. A cselédlány, Doria Manfredi, egy falubeli özvegyasszony lánya volt, tizenhat éves korában került a házhoz, Puccini autóbalesete után. 1908 őszén Elvira a faluban pletykát terjesztett arról, hogy a lány a férje szeretője. Bármennyire bizonygatta Puccini is, és a lány is, hogy semmi nincs köztük, Elvira hajthatatlan volt. A zeneszerző október 10-én Párizsba menekült felesége állandó veszekedése elől, Elvira pedig kirúgta a cselédlányt, majd követelte a paptól, hogy tiltsa ki a faluból is. A pap nem engedett az asszony kérésének, ő azonban továbbra sem hagyta el a vádaskodást, sőt az utcán többször is durván sértegette a lányt. 1909. január végén Elvirát már szinte az önkívületbe hajszolta a féltékenysége, férfiruhába öltözve kémkedett a férje után és megállás nélkül zaklatta, üldözte az ekkor huszonegy éves Doriát. A lány nem bírta sokáig Elvira ellene irányuló támadásait és január 23-án higany-kloriddal megmérgezte magát. A botrány elől Elvira Milánóba szökött, a lány azonban január 28-án meghalt. A hatóság orvosi vizsgálatot rendelt el, melynek során a lány becsületét akarták tisztázni. Az orvosi jelentés szerint a lány szűz volt.
Puccinit mélyen megviselte a lány halála, Rómába ment és elhatározta, elválik a feleségétől, később azonban megbocsátott neki és korábbi nőügyei miatt saját magát okolta a történtekért. A lány családja azonban bűnvádi eljárást indított Elvira ellen. Puccini kártalanítást ajánlott fel, hogy vonják vissza a feljelentést, a lány családja azonban ezt nem fogadta el. A tárgyaláson Elvira nem jelent meg, sőt ügyvédet sem fogadott, a bíróság öt hónap börtönre ítélte. Pucciniék fellebbeztek, azonban időközben megbetegedett a fiuk, Tonio és Milánóba kellett utazniuk. Később azonban sikerült Doria családját rábírni a vád ejtésére.

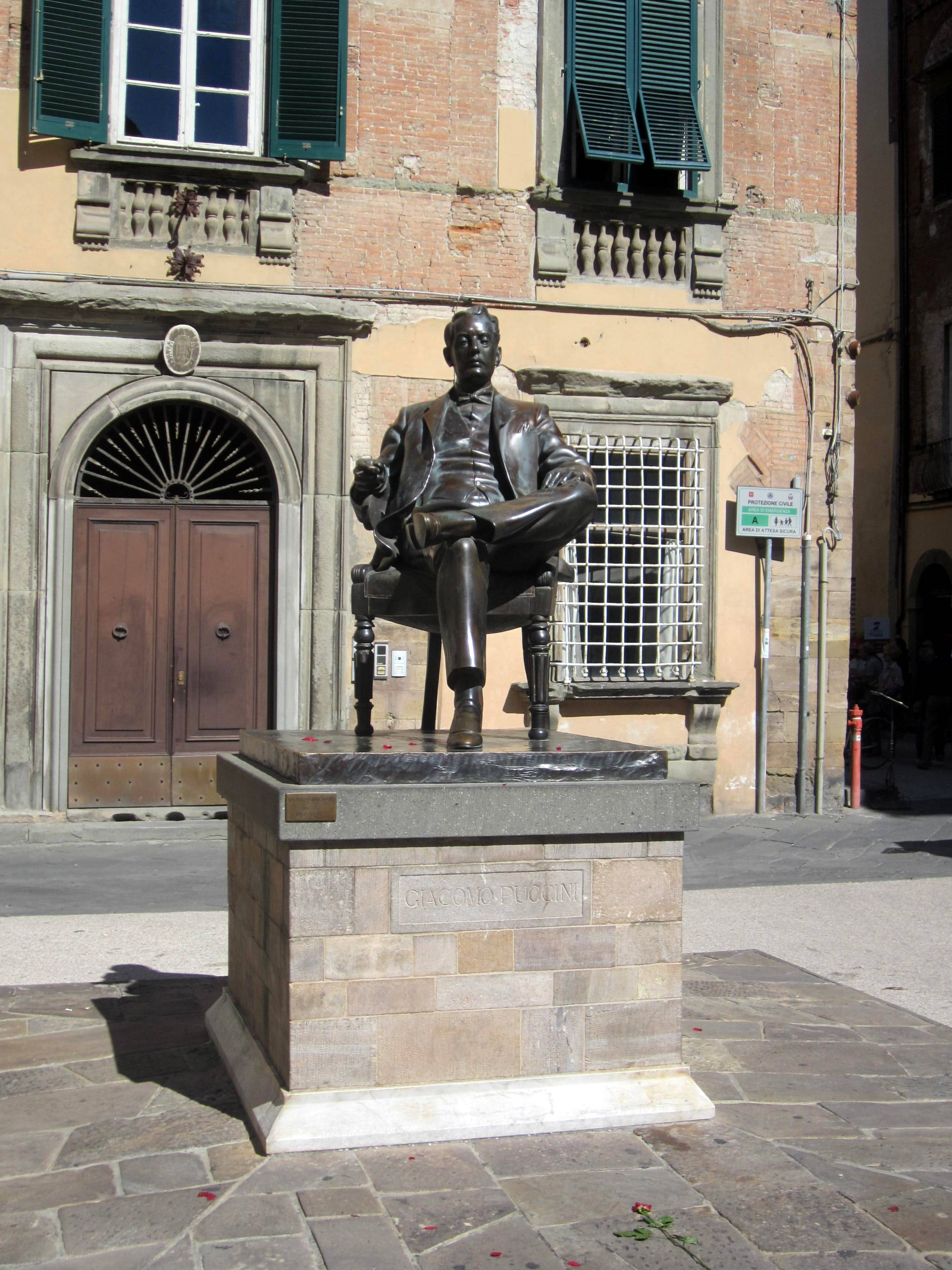
Puccini szobra Luccában

1910. június 28-án Puccini befejezte A Nyugat lánya operát. Az ősbemutatót a New York-i Metropolitanben tartották, Carusóval a címszerepben. Az előadás nagy sikert aratott és a kritikusok is kedvezően fogadták. A kritikusok szerint ez a mű volt Puccini eddigi legigényesebb műve, az operának élénk és célratörő zenéje merőben különbözik a korábbi műveitől. A szerző nagyobb zenekart igényelt, mint azelőtt, a zenei struktúra modernebbé vált, a tipikusan olasz, puccinis opera amerikai ízt kapott, melyet a zeneszerző jellegzetesen angol–amerikai hanglépésekkel, sőt egy indián bölcsődallal is fokozott. De az igazi újítás az eddigi művekhez képest az, hogy szabadjára engedte szimfonikus ösztöneit, anélkül, hogy szakítana az énekszólamok bel canto kezelésével. A régi „románcok” helyét ebben az operában új típusú „énekszámok”, sajátos parlando-arioso szólók vették át, melyet a tipikusan olasz dalművekhez szokott fülek még nem éreztek dallamnak. Ez az opera minden bizonnyal nem a legtökéletesebb, de a legegyénibb szerzeménye a komponistának.
Az elkövetkező három évben Puccini újabb alkotói váltságba került, nem írt új művet, idejét inkább a vadászatnak és a pihenésnek szentelte. Mindeközben A Nyugat lányát országról országra követte, hogy minél több bemutatón jelen lehessen és az esetleges hibákat kijavítsa. Puccini lelki válságát súlyosbította jó barátjának és kiadójának, Giulio Ricordinak 1912. június 6-án bekövetkezett halála. Tito Ricordi, aki apja cégének örököse volt, rideg, célratörő akarnok, csak saját ízlésére volt hajlandó hallgatni. Puccini attól tartott, hogy esetleg számára nemkívánatos témát akar ráerőszakolni, ezért nem írt alá új szerződést a kiadóval.
1912-ben egy Fausto Torrefranca nevű, a futurizmussal kapcsolatot tartó és a fasiszta művészetelmélethez vezető, nacionalista „ifjú olasz” mozgalom szóvivője a régi 16–17. századi olasz hangszeres zeneművészet feltámadását tűzte ki célul. Ennek jegyében harcolt az opera, mint műfaj ellen, amely „internacionalista” jellegével szerinte zsákutcába vitte a nemes olasz zenét. E romlott zenei internacionalizmus megtestesítőjeként Puccinit nevezte meg. A Giacomo Puccini e l’opera internacionale kiadványában tárgyilagos érvek nélkül, gyűlölködő hangon „Itália zenei becsülete bemocskolójának” bélyegezte a zeneszerzőt. Az effajta becsmérlő támadások ugyancsak mélységesen hozzájárultak Puccini alkotói válságának elmélyítéséhez. A következőket írja egy levélben: Mindig távol éltem az emberektől és szerényen dolgoztam. Ki tudja, hogyan cselekednének mások az én helyemben? Mindig visszavonultam a világtól, mint a pásztor a ligetébe, senkinek sem kereszteztem az útját, és ha tehettem, erőim szerint segítettem. Jutalmul csak rosszat kaptam. Miért? Később egy berlini előadás után a következőket írta feleségének: „Egyedül vagyok itt. Ünnepelnének, hívnának mindenhová, de lemondom, nincs erőm elmenni. Félek az emberektől. Attól tartok, több antipátiát keltek, mint szimpátiát. Ez már a végzetem. Szükségét érzem, hogy kipanaszkodjam magam, de nincs kinek. Még te sem foglalkozol a gondjaimmal, talán már nem is szeretsz. És mégis Te vagy már csupán, akinek őszintén írhatok. Erősen hajlok a búskomorságra; öreg vagyok, már hiába próbálok meg nem annak látszani, a valóság ez. Annyit szenvedtem – alig bírom már tovább. […] Nincs librettóm, nem tudok dolgozni. A kiadóm is ellenem fordult…”

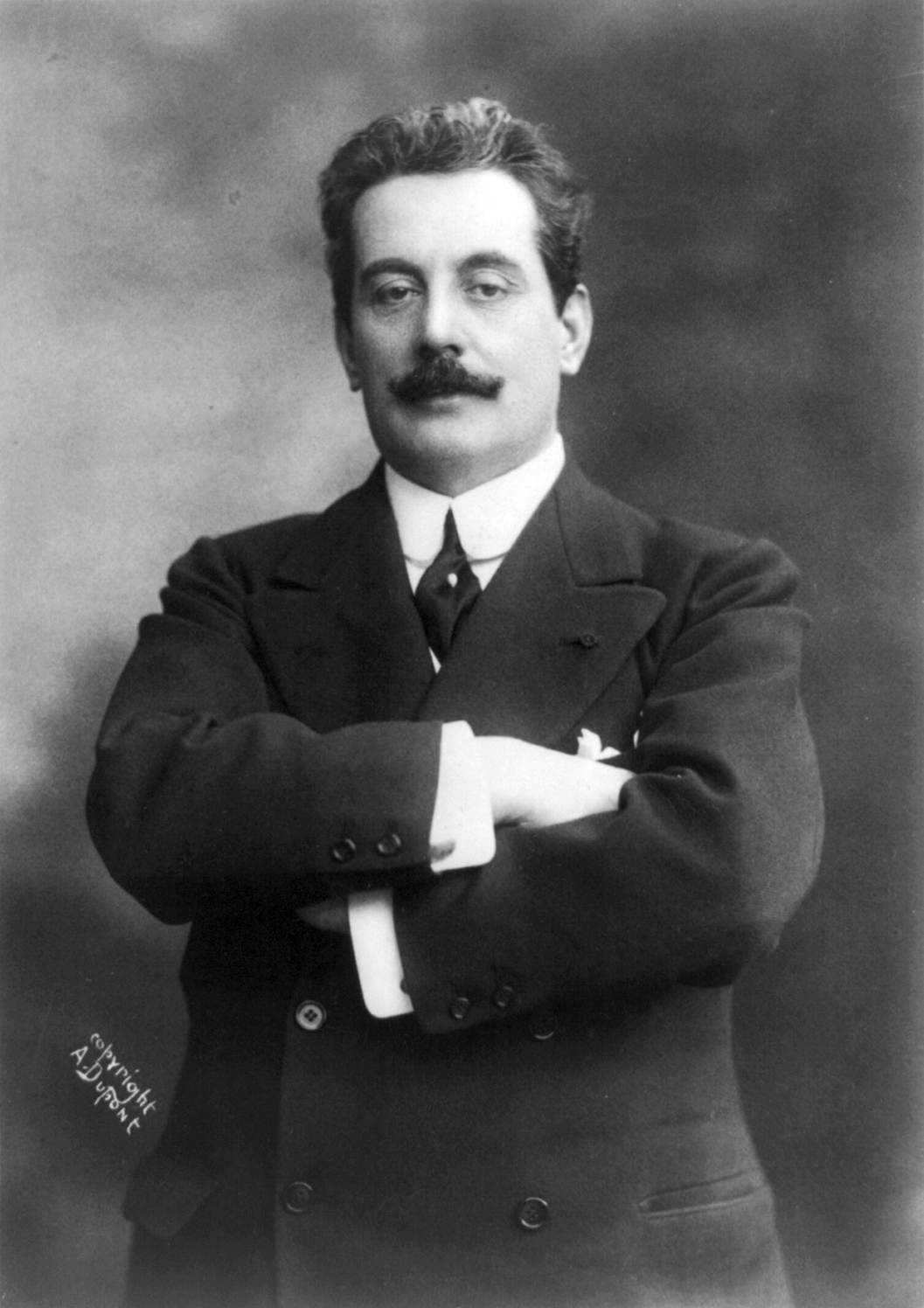
Puccini (1908)

Puccini továbbra is megfelelő témát keresett, szóba jött az Olaszországban letelepedett Ouida (Luise la Rameé) angol írónő Facipők (I due zacoletti) című regénye, Gerhart Hauptmann Hannele drámája, majd a spanyol Quintero testvérek L’Anima allegra vígjátéka is. Ez utóbbi művel kapcsolatos tervei során ismerkedett meg Giuseppe Adami drámaíróval, aki ezentúl haláláig hű munkatársa volt. A választás végül nem a spanyol mű lett, ugyanis Puccini A Nyugat lánya egyik párizsi előadásán megtekintette Didier Gold La Houppelande (A köpeny) című drámáját, s mivel a mű sokban emlékeztette Gorkij A tutaj című művére, eldöntötte, hogy ez lesz a következő operája.
1912-ben felkereste Illicát, akinek részben A köpenyt ajánlotta, de még inkább a Firenzei tragédiát. Puccinit mindeközben gyötörte a sok cigarettázástól hurutos torka és a cukorbaja is. Kezelésre Karlsbadba (ma Karlovy Vary) utazott, de tett egy kitérőt Bayreuthba is, hogy megnézzen egy Parsifal-előadást. Mindeközben több levelet is írt Illicának; most már, 1912 végén, mindenáron librettóhoz akart jutni. Azonban az együttműködés nem jött létre. A facipők mű jogait pedig Mascagninak sikerült megszereznie, így ő zenésíthette meg. S bár nem sokkal ezután, az írónő halála után maradt adósságok kiegyenlítésekor Puccini cége megvette a jogokat, a zeneszerzőt már nem foglalkoztatta ez a téma.
Ezekben a „meddő” években sem lankadt Puccini érdeklődése más szerzők zenéje iránt. Rendszeresen járt előadásokra, különösen Debussyre figyelt, de Stravinsky zenéje is hatással volt rá. Richard Strauss zenéjét viszont nem kedvelte, nyersnek és durvának találta. Mikor 1914-ben kitört az első világháború, a békepárti Puccini elborzadva a széles mértéket öltő mészárlástól a következőket írta Adaminak: „Kimondhatatlanul mély fájdalom zuhant rám, amely nyomaszt. Hiába próbálok dolgozni, semmi sem megy.” A háború idején Puccini egy számára igen kellemetlen incidensbe is belekeveredett; 1914-ben a világ haladó értelmisége egy petíciót írt alá, melyben Reims kulturális örökségének lerombolása ellen tiltakoztak. Mikor Puccini házát is felkeresték az aláírásgyűjtők, a zeneszerző nem tartózkodott otthon. Nemsokára egy Léon Daudet nevű szélsőjobboldali soviniszta újságíró nyílt levélben támadta Puccinit az aláírás elmaradása miatt. Ugyanekkor Németországban az a hír terjedt el, hogy Puccini aláírta a németellenes nyilatkozatot, és bojkottot hirdettek a művei ellen. Így Puccinit egyaránt támadták Olaszországban – még Illica is sértő levelet írt neki – és Németországban is.

#### Az operettszerző

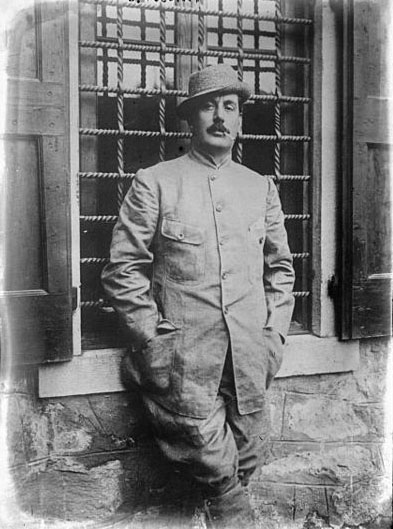
Puccini

Érdeklődése igen sokrétű volt, így az operettek is foglalkoztatták. Miután 1913-ban Bécsben megnézte a Karl-Theater egyik előadását, az igazgatók arról győzködték, hogy Puccini, ha akarná, a világ egyik legsikeresebb operettjét komponálhatná. Ő először vonakodott, de 1913. november 11-én aláírta a szerződést. Ezt komolyan megbánta 1913 decemberében, amikor az operettműhely elküldte neki a Három kislány szövegét tartalmazó egyveleget, amelyben a Bohémélet hangulatát ötvözték a bécsi operett szokásos fordulataival. A kaméliás hölgy történetének felmelegített változatát az elmaradhatatlan szubrettel „fűszerezték”. Puccini postafordultával visszaküldte a szöveget, a bécsiek azonban nem adták fel a reményt: Milánóba utaztak, és tovább győzködték a mestert. Végül megegyeztek, hogy Puccini vállalja a művet, de Adami alaposan átírja a szövegkönyvet. Az Adami-féle szövegkönyv 1914 májusában készült el, de Puccininek még mindig nem tetszett. A megzenésítéséhez ugyan hozzáfogott, de a komponálás nagyon nehezen ment. Amikor elkezdődött a világháború, újfent megpróbált szabadulni a bécsi szerződéstől, de csak annyit sikerült elérnie, hogy olasz kiadót is bevonhatott, és ő határozhatta meg az ősbemutató helyét. Először a Ricordihoz fordult, de az csak kizárólagos jogokkal vállalta volna a mű megjelentetését, a Sonzogno viszont rögtön elfogadta az ajánlatot. A nehezen született, A fecske című operett végül 1917. március 27-én Monte-Carlóban mutatkozott be; a premieren a zeneszerző nem vett részt. A mű végül nem egészen operett lett, de nem is opera, hanem valami e kettő között.
A fecskében sok a zenei ötlet, és néhol érezhetőek benne a Bohéméletre jellemző finomságok is, egészében mégis üresen kong: több benne a rutin, mint az igazi meggyőződésből fakadó ihlet. A közönség és a kritikusok is lelkesen fogadták, így Puccini még ebben a „ballépésében” is szakmájának mestere maradt.

### Az utolsó remekművek

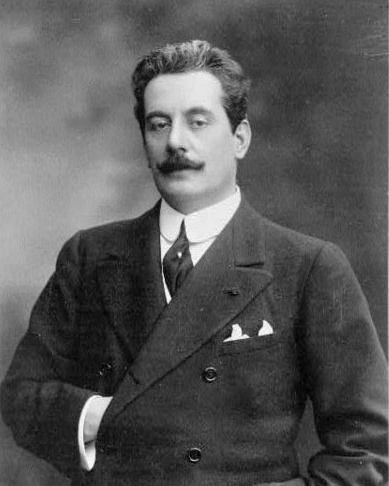
Puccini (1908)

Puccini már 1904 óta gondolkodott egy hangulataiban eltérő, egyfelvonásosokból álló operaegyüttes megírásán. Amikor 1913-ban Didier Gold A köpeny című egyfelvonásosában rátalált a megfelelő proletártémára, elkezdett komponálni. A szövegkönyvet Puccini közreműködésével Adami írta. A mű mind zenéjében, mind tartalmában a zeneszerző egész addigi fejlődésének összefoglalása. Egyetlen felvonásba tömörített, nagy, tragikus opera. Az Il trittico másik két darabja az Angelica nővér és a Gianni Schicchi című operák. Mind a két mű librettóját egy egykori firenzei énekes, drámaíró és rendező, Giovacchino Forzano ajánlotta fel. Az amúgy válogatós Puccini mindkét librettót elsőre elfogadta.
A Triptichon bemutatója 1918. december 14-én volt New Yorkban. Az opera nagy sikert ért el, Gatti-Casazza táviratban értesítette Puccinit a sikerről. Bár a közönség igen jól fogadta, a kritikusokat megosztotta a mű; általában a Gianni Schicchit dicsérték, azonban az Angelica nővér fogadtatása megosztott volt. Az olaszországi bemutatóhoz Puccini Toscaninit kérte fel vezényelni, ő azonban visszautasította, mivel nem találta elég jónak a művet, s emiatt Puccini nagyon megharagudott rá. A harag 1923. február 1-jéig tartott, amikor a Manon Lescaut bemutatójának harmincadik évfordulóján Toscanini vezényelte az ünnepi előadást. Bár még történtek kisebb nézeteltérések köztük, végül kibékültek és Toscanini kétszer is meglátogatta a beteg Puccinit és együtt lapozták át a készülődő Turandot partitúráját.
A Triptichon után Puccini ismét válságos időket élt meg, mivel nem talált új librettót. Meghalt Illica és Caruso is, s bár anyagi gondjai nem voltak és operáit is nagy sikerrel játszották, a mester nem volt boldog. A következőképpen írt ezekről az évekről: „Azt hiszi, hogy sikereim után boldog voltam, vagy vagyok? Mindig egy zsákra való melankóliát cipeltem magammal. Tudom, hogy nem volt rá okom, de én már csak ilyen vagyok.” Betegsége ellenére sokat utazott Európa-szerte. 1923-ban találkozott Mussolinival, aki meghallgatta Puccini véleményét a tervezett római Nemzeti Dalszínházról. Később eladta Torre del Lagó-i házát, mivel gyárat építettek a közelében és a tavon való vadászati engedélyét is be akarták vonni. Viareggióba költözött, mely egy kellemes tengerparti üdülőhely volt. Itt vásárolt egy motorcsónakot, majd hívta Adamit, látogasson el hozzá. Ugyanekkor régi vágya teljesült: szenátorrá nevezték ki, de ez sem vidította fel; „Munka nélkül nincs értelme az életemnek” – írta Adaminak és Simoninak. Végül 1920 tavaszán kézhez kapta a várva várt témát, a Turandot-t.
A Turandotte történetét Carlo Gozzi velencei drámaíró írta a 18. században. Puccinit először visszariasztotta a commedia dell’arte figuráival benépesített ősmese, de amikor elolvasta az 1802-ben keletkezett schilleri változatot, már biztos volt benne, hogy meg akarja zenésíteni. Komponálás közben sokat tanulmányozta a kínai zenét, adatokat a londoni múzeumból szerzett, majd 1920 nyarán a neves Kína-szakértő Alberto Fassini bárótól is tanácsot kért. Az opera szövegét Adami és Simoni írták. A librettó azonban nagyon lassan készült, rövid részletekben küldték Puccininek, aki rögtön meg is zenésítette őket.

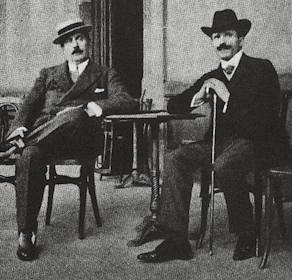
Puccini és Toscanini

1920-ban Bécsbe utazott A fecske előadására; ez a színmű nem aratott itt sikert, a Triptichon viszont igen. Hazatérve sürgette a librettistákat, hogy dolgozzanak gyorsabban. 1920 decemberében Adami elkészült az első felvonással, Puccini viszont több részt is kifogásolt. A javított szövegkönyv januárra készült el, és ez már a mester tetszését is elnyerte. A többi felvonás még csak vázlatban volt meg, Puccini azonban türelmetlen volt és a librettó végleges csiszolása előtt elkezdte a komponálást. Naponta tíz-tizenkét órát dolgozott, közben leveleket írt a szövegíróknak, hogy szeretné már látni a teljes librettót. A szövegírók azonban makacsul hallgattak, Puccini hangulata pedig ismét válságos lett.
1922. március 21-én Puccini hozzákezdett a Turandot első felvonásának hangszereléséhez, ezt nagyjából novemberre be is fejezte. Közben sokat foglalkoztatja a kis Liú sorsa, akiről végül úgy döntött, meg kell halnia, hogy meglágyítsa a kőszívű Turandot hercegnő szívét. A második felvonással 1923 tavaszára készült el, majd türelmetlenségében hozzákezdett a harmadik felvonáshoz is. Mivel a szöveg nem volt kész, ő maga írta le Liú utolsó szavait. Az év végén elkészült a második felvonás hangszerelésével, majd 1924 márciusában elkészült a harmadik felvonással is. A nyár folyamán a szövegírók egyetlen rövid részlettel sem készültek el, Puccinit pedig egyre fájdalmasabb gégebántalmak gyötörték. A nyár végén végre megkapta a hiányzó részeket, ekkor gyorsan húsz oldalas vázlatot készített hozzá. Az utolsó kottafejeket 1924. október 10-én vetette papírra.
1924 nyarán makacs rekedtsége és egyre erősödő torokfájása miatt több gyógyszeres kezelésen is átesett, majd november elején Brüsszelbe küldték kezelésre. Itt daganattal diagnosztizálták és rádiummal kezelték. Először csak külsőleg alkalmazták a rádiumot, majd november 24-én rádiumtűket ültettek be a torkába. November 29-én hajnalban Puccini már teljesen elvesztette a hangját, és mivel szívelégtelenség is fellépett, ágyban kellett feküdnie; felesége és fia mindeközben végig az ágya mellett volt. Még aznap, fél tizenkettőkor elhunyt.
December 1-jén a holttestet a brüsszeli Santa Maria-templomba szállították, majd december 3-án egy lepecsételt bronzkoporsóban Milánóba. Ezen a napon a gyász jeléül a Scala bezárta a kapuit. A gyászszertartáson Toscanini vezényletével az Edgar harmadik felvonásának Gyászindulóját játszották. Puccini koporsóját ideiglenesen a Toscanini család sírboltjába helyezték, majd két év múlva Torre del Lagóban, a villa erre a célra épített kápolnájában helyezték örök nyugalomra. Sírkövét úgy állították fel, hogy csak egy fal választja el nyitott zongorájától, melyen olyan sok zenét komponált.
Ugyanebbe a kápolnába temették 1934-ben feleségét, Elvirát, majd a fiukat, Toniót is.

## Zenéje

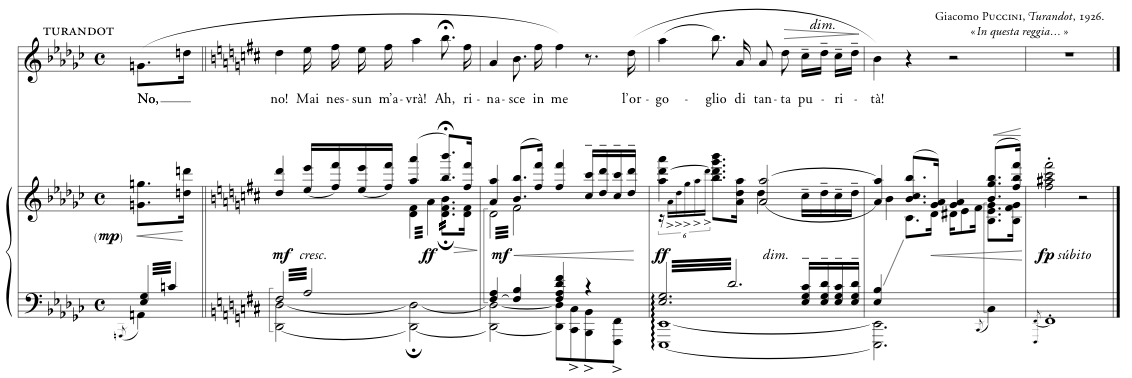
In questa reggia – Turandot

Puccini csodás dallamait nem ruhadarabként aggatta hőseire; dallamai természetesen következnek a szereplő drámai és érzelmi helyzetéből, mintegy abból fejlődnek ki. Áriái általában lassan kezdődnek, a fő témát a zenekar játssza, az énekhang ilyenkor bizonyos hangokat megismételve, a való világtól kissé elragadtatva szólal meg. A művek jól felépítettek, ennek köszönhetően az áriák nem olyanok, mint megannyi kis csomag, amelyeknek van elejük meg végük, hanem folyamatos zenei szövetbe illeszkednek.
Puccini operáiban mindig nagy zenekart alkalmazott, a hangzása néha Richard Strauss műveihez hasonlóan gazdag, máskor Debussy finomságához hasonlítható. Ezenkívül, rendkívüli drámai érzékkel is rendelkezett: minden operája látványos vizuális jeleneteket tartalmaz, ugyanakkor jól alkalmazza a csend hatalmát is. A cselekmények célratörők, nincsenek figyelmet elterelő mellékcselekmények vagy bonyolult viszonyok.
| Részlet a Toscából. (Claudia Muzio előadásában) Mily hideg e kis kéz – Bohémélet Con onor muore – Pillangókisasszony | Preludio Sinfonico . Un bel dì vedremo – Pillangókisasszony |

## Öröksége
Puccini halálakor utolsó műve, a Turandot befejezetlen maradt. Az opera zenéje az utolsó felvonás közepéig készült el. A művet Franco Alfano fejezte be, aki Puccini vázlatait vette alapul. Az ősbemutatón – amit Toscanini vezényelt – azonban csak a már befejezett részeket adták elő. Később a befejezett verzió is színpadra került, napjainkban is így hallható.
Puccini halála után Torre del Lagóban nyaranta zenei fesztivált rendeznek Festival Puccini néven.

## Puccini művei

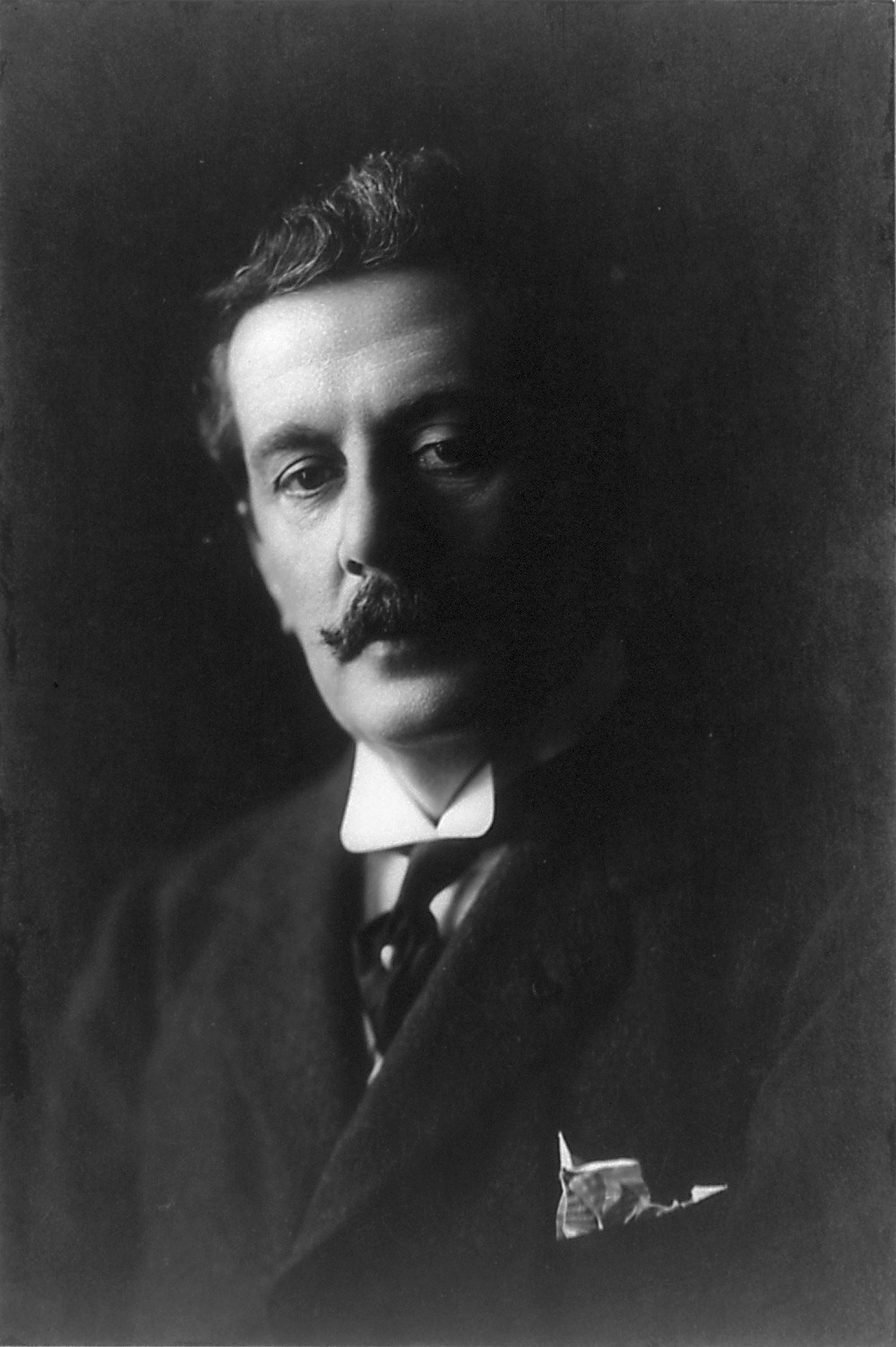
Puccini 1907 körül

- Lidércek, Ferdinando Fontana librettója (egyfelvonásos – az ősbemutató a Teatro Dal Vermében volt, 1884. május 31-én)
  - második verzió (két felvonással az ősbemutató a Teatro Regióban, 1884. december 26-án volt)
  - harmadik változat (két felvonással – az ősbemutató a Teatro alla Scalában volt, 1885. január 24-én)
  - negyedik változat (két felvonással – az ősbemutató a Teatro dal Vermében volt, 7 November 1889. november 7-én)
- Edgar, Ferdinando Fontana librettója (négy felvonás – az ősbemutató a Teatro alla Scalában volt, 1889. április 21-én)
  - második verzió (négy felvonással – bemutató előadás: Teatro del Giglioban volt, 1891. szeptember 5-én)
  - harmadik változat (három felvonással– bemutató előadás: Teatro Comunale, 1892. január 28.)
  - negyedik változat (három felvonással – bemutató előadás: Teatro Colón Buenos Aires, 1905. július 8.)
- Manon Lescaut, Luigi Illica librettója, Marco Praga és Domenico Oliva (bemutató: Teatro Regio (Torino), 1893. február 1.)
  - második verzió (bemutató előadás: Teatro Coccia, 1893. december 21.)
- Bohémélet, librettisták Luigi Illica és Giuseppe Giacosa (bemutató előadás: Teatro Regio, Torino, 1896. február 1.)
- Tosca, librettisták Luigi Illica és Giuseppe Giacosa (bemutató előadás: Teatro Costanzi, 1900. január 14.)
- Pillangókisasszony, a librettót Luigi Illica és Giuseppe Giacosa írták (két felvonás – bemutató előadás: Teatro alla Scala, 1904. február 17.)
  - második verzió (három felvonás – bemutató előadás: Teatro Grande di Brescia, 1904. május 28.)
  - harmadik változat (bemutató előadás: Covent Garden, London 10 July 1905. június 10.)
  - negyedik változat (bemutató előadás: Opéra Comique Párizs, 1906. december 28.)
  - ötödik változat (bemutató előadás: Teatro Carcanóban volt, 1920. december 9.)
- A Nyugat lánya, a librettót Guelfo Civinini és Carlo Zangarini írták (a bemutató előadás a Metropolitanben volt, 1910. december 10.)
  - második változat (bemutató előadás: Teatro alla Scala, 1912. december 29.)
- La rondine, a librettót Giuseppe Adami írta (bemutató előadás: Opéra de Monte-Carlo, 1917. március 27.)
  - második verzió (bemutató előadás: Opéra de Monte-Carlo, 1920. április 10.)
  - harmadik változat (lehetséges premier: Teatro Verdi, 1924. április 11.)
- Il trittico (Triptichon): Il tabarro (A köpeny), a librettót Giuseppe Adami írta; Suor Angelica (Angelica nővér) és Gianni Schicchi, a librettót Giovacchino Forzano írta (bemutató előadások a Metropolitanben voltak, 1918. december 14-én)
- Turandot, a librettót Renato Simoni és Giuseppe Adami írták (Az opera Puccini halálakor befejezetlen maradt. Később Franco Alfano írt befejezést hozzá), bemutató előadás: Teatro alla Scala, 1926. április 25.)

## Kották
- Puccini, Giacomo. International Music Score Library Project. (Hozzáférés: 2019. május 17.)

## Magyarul megjelent művei
- Puccini levelek és dokumentumok, 1-2.; sajtó alá rend. Eugenio Cara, ford., bev. jegyz. kieg. Komár Pál; Zeneműkiadó, Bp., 1964